# Mastermind (album de Rick Ross)
Pour les articles homonymes, voir Mastermind (homonymie).
Albums de Rick Ross
God Forgives, I Don't
(2012) Hood Billionaire
(2014)
Singles
1. The Devil Is a Lie
Sortie : 19 décembre 2013
2. War Ready
Sortie : 17 février 2014
3. Thug Cry
Sortie : 13 mars 2014

Mastermind est le sixième album studio de Rick Ross, sorti en mars 2014.
L'album s'est classé 1er au Billboard 200, au Top R&B/Hip-Hop Albums, au Top Rap Albums et au Top Digital Albums et 180 000 exemplaires ont été vendus aux États-Unis la première semaine.

## Liste des titres
| 1.  | Intro                                                                                      |                                                                            | The Master Mind Alliance de Napoleon Hill Hustlin' de Rick Ross It's My Time de Rick Ross featuring Lyfe Jennings Push It de Rick Ross | 1:01 |
| 2.  | Rich Is Gangsta (Produit par Black Metaphor)                                               | William Roberts II, Byron Forest II                                        | Soul Searching de l'Average White Band                                                                                                 | 3:16 |
| 3.  | Drug Dealers Dream (Produit par Jake One)                                                  | Roberts II, Jacob Dutton                                                   | | 4:02 |
| 4.  | Shots Fired                                                                                | Roberts II                                                                 | | 0:53 |
| 5.  | Nobody (featuring French Montana et Diddy – Produit par Sean Combs)                        | Roberts II, Sean Combs, Karim Kharbouch                                    | You're Nobody (Til Somebody Kills You) de The Notorious B.I.G.                                                                         | 4:41 |
| 6.  | The Devil Is a Lie (featuring Jay-Z – Produit par Major Seven, K.E. on the Track)          | Roberts II, LeShawn Rogers, Willie McNeal, Shawn Carter, Kevin Erondu      | | 5:10 |
| 7.  | Mafia Music III (featuring Sizzla et Mavado – Produit par Bink!)                           | Roberts II, Miguel Collins, David Brooks, Roosevelt Harrell III            | Solid as a Rock (2006) de Sizzla | 5:07 |
| 8.  | War Ready (featuring Jeezy – Produit par Mike WiLL Made It et A+ (co.))                    | Roberts II, Michael Williams, Tracy Richardson, Asheton Hogan, Jay Jenkins | | 7:03 |
| 9.  | What a Shame (featuring French Montana – Produit par Reefa)                                | Roberts II, Kharbouch, Sharif Slater                                       | Luchini AKA This Is It de Camp Lo Shame on a Nigga du Wu-Tang Clan Think (About It) de Lyn Collins                                     | 2:14 |
| 10. | Supreme (Produit par Scott Storch)                                                         | Roberts II, Scott Storch                                                   | | 3:37 |
| 11. | BLK & WHT (Produit par D-Rich)                                                             | Roberts II, Dwayne Richardson                                              | | 3:59 |
| 12. | Dope Bitch (Skit)                                                                          |                                                                            | | 2:53 |
| 13. | In Vein (featuring The Weeknd – Produit par The Weeknd)                                    | Roberts II, Abel Tesfaye                                                   | | 4:21 |
| 14. | Sanctified (featuring Kanye West et Big Sean – Produit par Kanye West et DJ Mustard (co.)) | Roberts II, Sean Anderson, Kanye West, Dijon McFarlane                     | Takeover de Jay-Z | 4:49 |
| 15. | Walkin' on Air (featuring Meek Mill – Produit par D-Rich)                                  | Roberts II, Robert Williams, Dwayne Richardson                             | | 4:28 |
| 16. | Thug Cry (featuring Lil Wayne – Produit par J.U.S.T.I.C.E. League)                         | Roberts II, Dwayne Carter, Jr.                                             | Heather de Billy Cobham | 4:25 |

| 17. | Blessing in Disguise (featuring Scarface et Z-Ro – Produit par StreetRunner, Vinny Venditto et DJ Khaled) | Roberts II, Brad Jordan, Joseph McVey                           | 4:56 |
| 18. | Paradise Lost (Produit par Ben Billions, Beats et Messy)                                                  | Roberts II, Ben Diehl, Miles Wheeler                            | 4:58 |
| 19. | You Know I Got It (Reprise) (Produit par Boi-1da, Vinylz, Timbaland et Jerome « J-Roc » Harmon)           | Roberts II, Timothy Mosley, Matthew Samuels, Anderson Hernandez | 4:39 |